# Kombinacja bez powtórzeń
Kombinacja bez powtórzeń – dowolny podzbiór zbioru skończonego. Jeśli zbiór jest {\displaystyle n}-elementowy, {\displaystyle 0\leqslant k\leqslant n,} to {\displaystyle k}-elementowy podzbiór jest określany jako {\displaystyle k}-elementowa kombinacja zbioru {\displaystyle n}-elementowego. Używa się też terminu „kombinacja z {\displaystyle n} elementów po {\displaystyle k} elementów” lub po prostu „kombinacja z {\displaystyle n} po {\displaystyle k}”.
Dopełnieniem kombinacji z {\displaystyle n} po {\displaystyle k} jest kombinacja z {\displaystyle n} po {\displaystyle n-k.}
Liczba kombinacji z {\displaystyle n} po {\displaystyle k} wyraża się wzorem (patrz symbol Newtona):
{\displaystyle C_{n}^{k}={n \choose k}={\frac {n!}{k!(n-k)!}}.}
Każda kombinacja {\displaystyle n} po {\displaystyle k} jest klasą abstrakcji wszystkich {\displaystyle k}-wyrazowych wariacji bez powtórzeń zbioru {\displaystyle n}-elementowego różniących się między sobą jedynie kolejnością elementów.
Kombinację {\displaystyle n} po {\displaystyle k} można interpretować jako ściśle rosnącą funkcję {\displaystyle \{1,\dots k\}\to \{1,\dots ,n\}.}

## Przykłady
- Liczba kombinacji 2-elementowych zbioru 4-elementowego {\displaystyle A=\{a,b,c,d\}} jest równa {\displaystyle {\begin{matrix}{\frac {4!}{2!\cdot 2!}}={\frac {1\cdot 2\cdot 3\cdot 4}{2\cdot 2}}=6\end{matrix}}.}
Kombinacjami są podzbiory: {\displaystyle \{a,b\},\{a,c\},\{a,d\},\{b,c\},\{b,d\},\{c,d\}.}
- Liczba kombinacji 6-elementowych zbioru 49-elementowego jest równa {\displaystyle {49 \choose 6}={\frac {49!}{6!\times (49-6)!}}=13\ 983\ 816.}
- Liczba wyników losowań w Lotto, w których dokładnie {\displaystyle k} liczb spośród 6 (na 49) jest trafnych:

{\displaystyle {6 \choose k}\times {49-6 \choose 6-k}.}
Jest to bowiem iloczyn liczby kombinacji {\displaystyle {6 \choose k},} tj. liczby sposobów, na które można trafić dokładnie {\displaystyle k} liczb spośród 6, oraz liczby kombinacji {\displaystyle {49-6 \choose 6-k},} tj. liczby sposobów, na które można chybić pozostałe {\displaystyle 6-k} liczb. W szczególności:
- liczba możliwych wyników z trafioną „szóstką”: {\displaystyle {6 \choose 6}\times {49-6 \choose 6-6}=1,}
- liczba możliwych wyników z trafioną „piątką”: {\displaystyle {6 \choose 5}\times {49-6 \choose 6-5}=258,}
- liczba możliwych wyników z trafioną „czwórką”: {\displaystyle {6 \choose 4}\times {49-6 \choose 6-4}=15\times 903=13\ 545,}
- liczba możliwych wyników z trafioną „trójką”: {\displaystyle {6 \choose 3}\times {49-6 \choose 6-3}=20\times 12\ 341=246\ 820.}

Z dwóch ostatnich przykładów łatwo ustalić prawdopodobieństwo trafienia „szóstki” Lotto:
{\displaystyle {\frac {1}{49 \choose 6}}={\frac {1}{13\ 983\ 816}},}
prawdopodobieństwo trafienia co najmniej „trójki”:
{\displaystyle {\frac {1}{49 \choose 6}}+{\frac {258}{49 \choose 6}}+{\frac {13\ 545}{49 \choose 6}}+{\frac {246\ 820}{49 \choose 6}}={\frac {260\ 624}{13\ 983\ 816}}\approx {\frac {1}{54}}}
lub prawdopodobieństwo trafienia dokładnie „czwórki” i odpowiednio „trójki”:
{\displaystyle {\frac {13\ 545}{49 \choose 6}}={\frac {13\ 545}{13\ 983\ 816}}\approx {\frac {1}{1\ 032}}\quad {}} oraz {\displaystyle {}\quad {\frac {246\ 820}{49 \choose 6}}={\frac {246\ 820}{13\ 983\ 816}}\approx {\frac {1}{57}}.}